# 마일린
마일린(영어: Mylyn)은 태스크 관리를 위한 이클립스 서브시스템이다.
프로젝트 이름은 미엘린(Myelin)에서 왔다. 마이엘린은 신경을 절연시켜 전기 신호가 신경 섬유를 통해 신속하게 이동하는 데 도움을 주는 것으로서 신경세포의 축삭을 싸고 있다. 프로젝트의 옛날 이름은 마이라(Mylar)였다. 그러나 그 이름은 boPET 필름 회사의 상표였기 때문에 이클립스 재단이 프로젝트 이름을 변경하였다.